# Aleksandr Terent'ev
Aleksandr Vasil'evič Terent'ev (in russo Александр Васильевич Терентьев?; Nar'jan-Mar, 19 maggio 1999) è un fondista russo.

## Biografia
Terent'ev, attivo dal novembre del 2014, ai Mondiali juniores di Kandersteg/Goms 2018 ha vinto la medaglia di bronzo nella staffetta; nel 2019 ha esordito in Coppa del Mondo, il 12 gennaio 2019 a Dresda in sprint (17º), e ai successivi Mondiali juniores di Lahti 2019 ha vinto la medaglia d'oro nella sprint e quella d'argento nella 10 km e nella staffetta. Ai Mondiali di Oberstdorf 2021, sua prima presenza iridata, si è classificato 14º nella sprint; il 26 novembre dello stesso anno ha conquistato a Kuusamo in sprint la prima vittoria, nonché primo podio, in Coppa del Mondo. L'anno dopo ai XXIV Giochi olimpici invernali di Pechino 2022, suo esordio olimpico, ha vinto la medaglia di bronzo nella sprint e nella sprint a squadre.

## Palmarès

### Olimpiadi
- 2 medaglie:
  - 2 bronzi (sprint, sprint a squadre a Pechino 2022)

### Mondiali juniores
- 4 medaglie:
  - 1 oro (sprint a Lahti 2019)
  - 2 argenti (10 km, staffetta a Lahti 2019)
  - 1 bronzo (staffetta a Kandersteg/Goms 2018)

### Coppa del Mondo
- Miglior piazzamento in classifica generale: 17º nel 2022
- 2 podi (1 individuale, 1 a squadre):
  - 1 vittoria (individuale)
  - 1 secondo posto (a squadre)

#### Coppa del Mondo - vittorie
| Data             | Località | Nazione   | Competizione | Specialità |
| ---------------- | -------- | --------- | ------------ | ---------- |
| 26 novembre 2021 | Kuusamo  | Finlandia | Ruka Triple  | SP TC      |

Legenda:

TC = tecnica classica

SP = sprint